# 姆斯瓦蒂三世
姆斯瓦蒂三世（1968年4月19日—），史瓦帝尼現任國王，於1986年正式登基。
姆斯瓦蒂三世原名马科塞蒂韦（Makhosetive），是索布扎二世的第67名兒子，當索布扎二世於1982年駕崩後，他被选为王储并前往英国留学，依照當地傳統，國王駕崩後，臨終所指定繼位的王子須守孝至少兩年才可登基，故先選出一位前任國王的妃子泽莉维尊為王太后攝政，先由庶母泽莉维王妃擔任攝政王太后，後泽莉维辭任攝政王太后，改尊國王生母恩彤碧王妃為王太后擔任攝政。1986年4月25日，姆斯瓦蒂三世结束留学生活，回国登基為王。
姆斯瓦蒂三世是現今非洲唯一擁有絕對權力的國王，在位期間備受多方批評，如揮霍國外捐款資金去興建修葺王宮、購買多輛轎車、私人飛機等。在其國內有反對實行君主專制、修改憲法等政治訴求。此外他生性風流，包括迎娶多名未成年少女為妃，包括時年僅17歲（高中在读）的第13位王妃，以及時年僅19歲的第14位妻子。他至今已娶了15名后妃，並生有35個子女。根據美國《富比士》雜誌公布，恩史瓦帝三世以2.2亿美元资产成為第15名全球最富有國王。他同时兼任史瓦帝尼大學的校长。
2016年11月2日，非政府组织「无国界记者」把姆斯瓦蒂三世列入“新闻自由掠夺者”名单，但於2021年解除。
2018年4月19日，宣布英語國名從Swaziland更改為Eswatini，而中華民國外交部也將中文譯名從「史瓦濟蘭」更改為「史瓦帝尼」。
史瓦帝尼王國與中華民國建有正式外交關係，為中華民國於非洲之唯一友邦，因此姆斯瓦蒂三世亦與中華民國政府有密切往來。他曾在漢光演習時至演習場域進行考察及觀摩。

## 家族

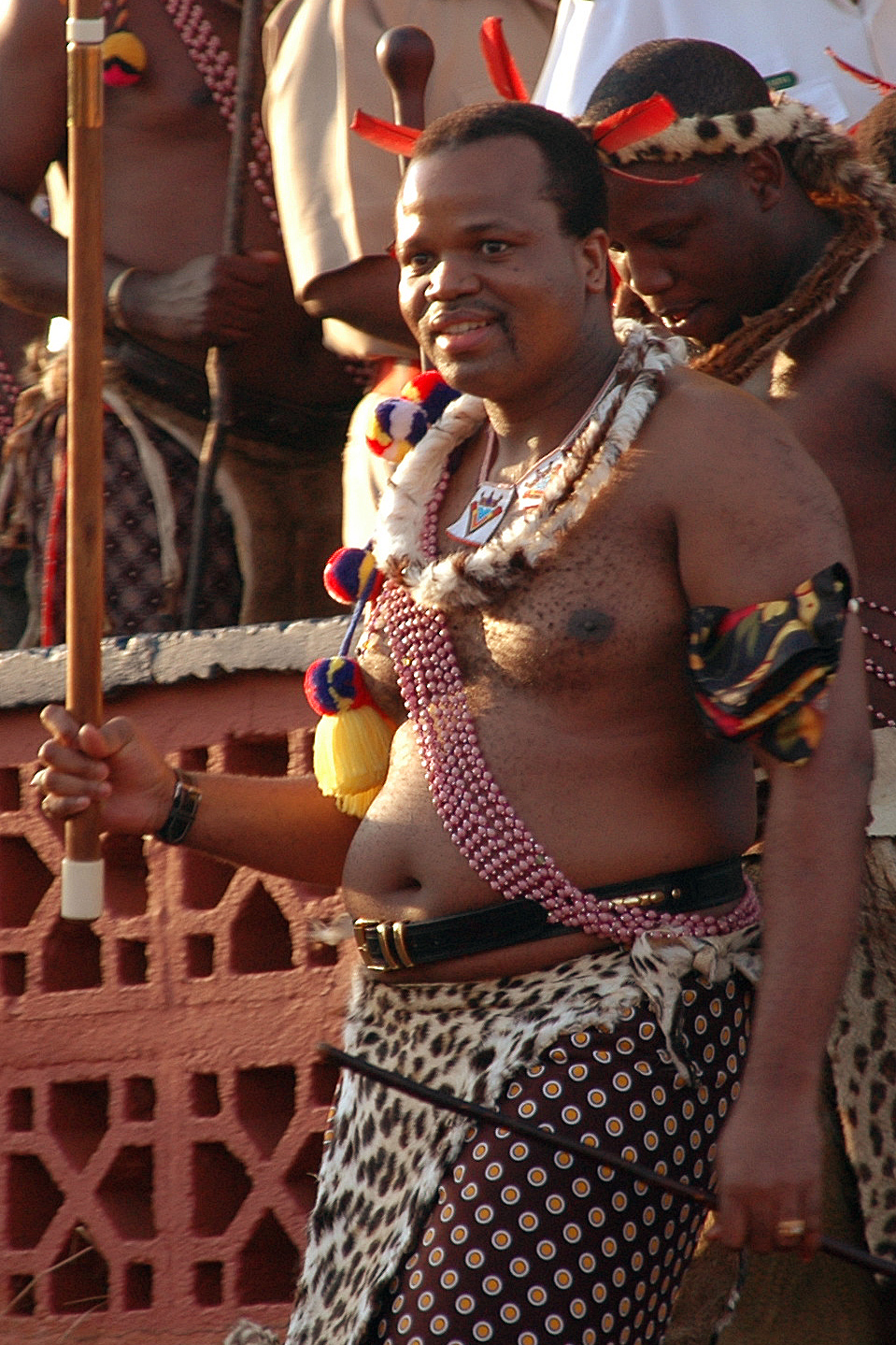
姆斯瓦蒂三世，正出席2006年的蘆葦節

- 马采布拉王后（Inkhosikati LaMatsebula）
  - 王子：西卡洛（Sicalo）
  - 王子：马维莱蒂维尼（Maveletiveni）
- 莫查王后（Inkhosikati LaMotsa）
  - 王子：马贾洪克（Majahonkhe，1991年－）
  - 王子：班科希（Buhlebenkhosi），曾在臺灣實踐大學就读，并取得實踐大學硕士学位。[10][11]
  - 王子：卢苏库（Lusuku）

- 姆比基萨王妃（Inkhosikati LaMbikiza）
  - 公主：西卡尼索·德拉米尼（Sikhanyiso Dlamini，1987年－）
  - 王子：Jabree Dlamini I（Lindani）

- 恩甘加萨王妃（Inkhosikati LaNgangaza）
  - 公主：特马斯瓦蒂·德拉米尼（Temaswati Dlamini，1988年－）
  - 公主：提扬萨·德拉米尼（Tiyandza Dlamini，1992年－）
  - 公主：特布科西·德拉米尼（Tebukhosi Dlamini，1994年－）

- 普佐阿纳·赫瓦拉王妃（Putsoana Hwala）
  - 王子：班齐莱（Bandzile，1990年－）
  - 公主：特马沙伊娜（Temashayina，1994年－）

- 德丽莎·马格瓦扎王妃（Delisa Magwaza）
  - 公主：滕辛巴·德拉米尼（Temtsimba Dlamini，1992年－）
  - 公主：萨基兹维·德拉米尼（Sakhizwe Dlamini，1999年－）

- 马桑戈王妃（Inkhosikati LaMasango）
  - 公主：森特尔维因霍西（Sentelweyinhosi，2000年－）
  - 公主：西布塞兹维尼（Sibusezweni，2003年－）

- 吉贾王妃（Inkhosikati LaGija）
  - 公主：延齐维（Yenziwe，2003年－）

- 马贡戈王妃（Inkhosikati LaMagongo）
  - 王子：姆克瓦绍（Mcwasho，2002年－）

- 瑪香谷（Inkhosikati LaMahlangu）
  - 王子：萨齐万加耶（Saziwangaye，2004年－）

- 恩藤特萨王妃（Inkhosikati LaNtentesa）

- 杜伯王妃（Inkhosikati LaDube）
  - 公主：马科索坦多（Makhosothando，2005年－）
  - 王子：贝蒂维（Betive，2007年－）
  - 不详（2009年10月－）

- 恩坎布勒王妃（Inkhosikati LaNkambule）
  - 公主：布勒贝蒂维（Buhlebetive，2007年－）

- Liphovela王妃